# NGC 6959
NGC 6959 est une galaxie lenticulaire située dans la constellation du Verseau. Sa vitesse par rapport au fond diffus cosmologique est de 3 367 ± 21 km/s, ce qui correspond à une distance de Hubble de 49,7 ± 3,5 Mpc (∼162 millions d'al). NGC 6959 a été découverte par l'astronome français Guillaume Bigourdan en 1884.
En raison d'une brillance de surface égale à 11,84 mag/am2, on peut qualifier NGC 6959 de galaxie présentant une brillance de surface élevée.

## Groupe de NGC 6962
NGC 6959 est membre du groupe de NGC 6962. Ce groupe de galaxies comprend environ une dizaine de galaxies, soit NGC 6959, NGC 6961, NGC 6962, NGC 6964, NGC 6965 (IC 5058), NGC 6967, PGC 65351, PGC 65356, PGC 1169059 et PGC 162626. Cependant, selon une autre source, ce groupe renfermerait beaucoup plus de galaxies, 29 membres probables et 49 possibles dans un rayon inférieur à 1 Mpc.
D'autre part, la distance de Hubble de la galaxie PGC 162626, voisine de NGC 6959 sur la sphère céleste, est de 51,19 ± 3,60 Mpc (∼167 millions d'al). Elle peut donc être considérée comme une compagne de NGC 6959.